# ناتان میلشتین
ناتان میرونوویچ میلِشتِـین (روسی: Мильштейн, Натан Миронович؛ ۱۳ اکتبر ۱۹۰۴–۲۱ دسامبر ۱۹۹۲) موسیقی‌دان و نوازندهٔ برجسته ویولن اهل اوکراین بود.
وی را یکی از بهترین نوازندگان ویولن در قرن بیستم میلادی می‌دانند. از دلایل شهرت او، ترجمان خاصش از آثار ویولنیِ یوهان سباستیان باخ و موسیقی رمانتیک است.
ناتان در سال ۱۹۲۱ میلادی، ولادیمیر هوروویتس و خواهرش «رجینا» را، هنگامی که برای اجرای یک برنامه به کی‌یف رفته بود، ملاقات کرد. هوروویتس و خواهرش او را به صرف چای دعوت کردند. ناتان بعدها گفت: «رفته بودم که یک چای بخورم، اما سه سال ماندگار شدم». میلشتِـین و هوروویتس باهم و تحتِ نامِ «بچه‌های انقلاب»، در سرتاسر کشور شوروی، برنامه‌هایی را اجرا کردند و تا پایان عمر، دوستان صمیمی بودند. در سال ۱۹۲۵ میلادی، ایندو با هم کنسرت‌هایی را در اروپای غربی اجرا کردند.
ناتان میلشتِـین تا اواسط ۸۰ سالگی فعال بود و نوازندگی می‌کرد و علت بازنشستگی‌اش، شکستگی دستش بود. وی بابت یک عمر فعالیت هنری، در سال ۱۹۶۸ میلادی، برندهٔ نشان لژیون دونور شد. او همچنین در سال ۱۹۷۵ میلادی، برندهٔ جایزه گرمی شد و بعدها از رونالد ریگان، «نشان جان اف کندی» را نیز دریافت کرد.